# Deadly Arts
Deadly Arts és un videojoc de lluita per la Nintendo 64 llançat el 1998. Va ser comercialitzat al Japó sota el nom literalment de l'anglès G.A.S.P!!: Fighter's NEXTream. Té un estil i jugabilitat als videojocs Street Fighter. La història segueix una sèrie de lluitadors que han rebut cadascun una carta misteriosa per competir en un concurs llegendari, i sobre un campió que ha desaparegut. Les versions nord-americanes es coneixen com Deadly Arts.